# Ana Porgras
Ana Porgras (Galați, 18 de diciembre de 1993) es una gimnasta artística rumana, campeona del mundo en 2010 en la prueba de viga o barra de equilibrio.

## Carrera deportiva
En el Mundial de Londres 2009 consigue el bronce en asimétricas, tras la china He Kexin (oro), la japonesa Koko Tsurumi (plata), y empatada con la estadounidense Rebecca Bross (también bronce).
Y en el Mundial de Róterdam 2010 gana el oro en barra de equilibrio, por delante de la china Deng Linlin y de nuevo Rebecca Bross, empatadas ambas con la plata.